# Copa do Nordeste 2000
La Copa do Nordeste 2000 è stata la 5ª edizione della Copa do Nordeste.

## Partecipanti
| Stato               | Squadra (Città)                    |
| ------------------- | ---------------------------------- |
| Alagoas             | CSA (Maceió)                       |
| Alagoas             | Miguelense (São Miguel dos Campos) |
| Bahia               | Bahia (Salvador)                   |
| Bahia               | Juazeiro (Juazeiro)                |
| Bahia               | Poções (Poções)                    |
| Bahia               | Vitória (Salvador)                 |
| Ceará               | Ceará (Fortaleza)                  |
| Ceará               | Juazeiro-CE (Juazeiro do Norte)    |
| Paraíba             | Botafogo-PB (João Pessoa)          |
| Paraíba             | Treze (Campina Grande)             |
| Pernambuco          | Santa Cruz (Recife)                |
| Pernambuco          | Sport Recife (Recife)              |
| Rio Grande do Norte | ABC (Natal)                        |
| Rio Grande do Norte | América-RN (Natal)                 |
| Sergipe             | Coritiba-SE (Itabaiana)            |
| Sergipe             | Sergipe (Aracaju)                  |

## Formato
I sedici club sono suddivisi in quattro gruppi da quattro squadre ciascuno. Le prime due classificate di ciascun gruppo accedono alla seconda fase a eliminazione diretta con partite di andata e ritorno. La vincente del torneo, potrà partecipare alla Copa dos Campeões 2000.

## Prima fase

### Gruppo A
| Pos. | Squadra      | Pt | G | V | N | P | GF | GS | DR  |
| ---- | ------------ | -- | - | - | - | - | -- | -- | --- |
| 1    | Sport Recife | 15 | 6 | 5 | 0 | 1 | 13 | 3  | +10 |
| 2    | Poções       | 11 | 6 | 3 | 2 | 1 | 9  | 6  | +6  |
| 3    | Botafogo-PB  | 5  | 6 | 1 | 2 | 3 | 4  | 6  | -2  |
| 4    | CSA          | 2  | 6 | 0 | 2 | 4 | 4  | 15 | -11 |

### Gruppo B
| Pos. | Squadra    | Pt | G | V | N | P | GF | GS | DR |
| ---- | ---------- | -- | - | - | - | - | -- | -- | -- |
| 1    | Miguelense | 11 | 6 | 3 | 2 | 1 | 8  | 6  | +2 |
| 2    | Treze      | 9  | 6 | 2 | 3 | 1 | 9  | 8  | +1 |
| 3    | Santa Cruz | 7  | 6 | 2 | 1 | 3 | 7  | 6  | +1 |
| 4    | Juazeiro   | 5  | 6 | 1 | 2 | 3 | 4  | 8  | -4 |

### Gruppo C
| Pos. | Squadra     | Pt | G | V | N | P | GF | GS | DR  |
| ---- | ----------- | -- | - | - | - | - | -- | -- | --- |
| 1    | ABC         | 13 | 6 | 4 | 1 | 1 | 13 | 8  | +5  |
| 2    | Vitória     | 12 | 6 | 3 | 3 | 0 | 10 | 3  | +7  |
| 3    | Ceará       | 5  | 6 | 1 | 2 | 3 | 5  | 7  | -2  |
| 4    | Coritiba-SE | 3  | 6 | 1 | 0 | 5 | 5  | 15 | -10 |

### Gruppo D
| Pos. | Squadra    | Pt | G | V | N | P | GF | GS | DR  |
| ---- | ---------- | -- | - | - | - | - | -- | -- | --- |
| 1    | América-RN | 13 | 6 | 4 | 1 | 1 | 11 | 9  | +2  |
| 2    | Sergipe    | 12 | 6 | 4 | 0 | 2 | 12 | 8  | +4  |
| 3    | Bahia      | 8  | 6 | 2 | 2 | 2 | 13 | 8  | +5  |
| 4    | Juazeiro   | 1  | 6 | 0 | 1 | 5 | 6  | 17 | -11 |

## Seconda fase
|  | Quarti di finale | Quarti di finale | Quarti di finale | Quarti di finale | Quarti di finale |  |  | Semifinali   | Semifinali   | Semifinali   | Semifinali   | Semifinali |   |   | Finale  | Finale  | Finale | Finale | Finale |  |
|  |                  |                  |                  |                  |                  |  |  |              |              |              |              |            |   |   |         |         |        |        |        |  |
|  | Vitória          | Vitória          | 3                | 0                | 3                |  |  |              |              |              |              |            |   |   |         |         |        |        |        |  |
|  | América-RN       | América-RN       | 0                | 1                | 1                |  |  | Vitória      | Vitória      | 2            | 0            | 2          |   |   |         |         |        |        |        |  |
|  | Sergipe          | Sergipe          | 4                | 1                | 5                |  |  | Sergipe      | Sergipe      | 0            | 1            | 1          |   |   |         |         |        |        |        |  |
|  | ABC              | ABC              | 2                | 1                | 3                |  |  |              |              |              |              |            |   |   | Vitória | Vitória | 2      | 2      | 4      |  |
|  | Poções           | Poções           | 2                | 1                | 3                |  |  |              |              | Sport Recife | Sport Recife | 2          | 2 | 4 |         |         |        |        |        |  |
|  | Miguelense       | Miguelense       | 1                | 1                | 2                |  |  | Poções       | Poções       | 1            | 0            | 1          |   |   |         |         |        |        |        |  |
|  | Treze            | Treze            | 2                | 0                | 2                |  |  | Sport Recife | Sport Recife | 1            | 2            | 3          |   |   |         |         |        |        |        |  |
|  | Sport Recife     | Sport Recife     | 0                | 3                | 3                |  |  |              |              |              |              |            |   |   |         |         |        |        |        |  |

- Lo Sport Recife viene considerato campione in virtù del miglior cammino fatto nel corso della competizione (24 punti totali incluse le gare della fase finale, a fronte dei 20 del Vitória).